# Méthyltriméthoxysilane
 (novembre 2020).
Le méthyltriméthoxysilane, ou triméthoxyméthylsilane, est un composé organosilicié de formule chimique (CH3O)3SiCH3. Il prend la forme d'un liquide incolore très inflammable à l'odeur fruitée qui se décompose au contact de l'eau. Sa molécule présente une géométrie tétraédrique. Il est utilisé notamment comme agent de réticulation lors de la production de polysiloxanes (silicones),.
Il est généralement produit à partir de méthyltrichlorosilane CH3SiCl3 et de méthanol CH3OH :
CH3SiCl3 + 3 CH3OH ⟶ (CH3O)3SiCH3 + 3 HCl.
L'alcoolyse des alkylchlorosilanes se déroule typiquement par substitution nucléophile SN2. Ce mécanisme favorise l'élimination de groupes partants comme les chlorures et la rétention des alcoolates.